# Тао Хунцзин
Тао Хунцзин (кит. 陶弘景; 456, Нанкин — 536) — выдающийся даосский учёный и алхимик эпохи Шести династий. Девятый патриарх школы Шанцин, по сути дела воссоздавший эту школу. Родился в 456 году около Нанкина, умер в 536 году на горе Маошань.
Он получил даосскую инициацию в 485 году, тогда к нему попали сочинения маошаней столетней давности. Cлужил при дворе царства Лю Сун и царства Южная Ци, занимая высокие должности, а потом вернулся на гору Маошань в 492 году. Он стал IX патриархом школы Шанцин, ему принадлежат основные теоретические труды школы. Став даосским святым и патриархом, он сохранил положение при императорском дворе, остался известным учёным и блестящим врачевателем, автором трудов и исследований по фармакологии. Он комментировал классический трактат Шэньнун Бэньцао, в котором содержались описания 365 препаратов, и добавил туда ещё описания 365 препаратов, провёл детальную классификацию и превратил трактат в обширную энциклопедию. Его труд «Чжэнь Гао» (речи совершенных) был составлен из бесед, которые вели основатели школы Маошань Ян Си Сюй Ми и Сюй Хуэй с бессмертными через медиумические видения. Труд был завершён в 500 году. Другим из основных его трудов, сохранившийся частично, был трактат «Дэнчжэнь иньцзюэ» («Инструкция по достижению совершенства»). Тао Хунцзин упорядочил пантеон школы Линбао, и позаимствовал оттуда часть обрядов. За счёт его авторитета и положения при дворе, роль школы Шанцин существенно возросла. В 502 году власть пришла к династии Лян. Император У-ди, несмотря на свою симпатию к буддизму и преследования даосов, отнёсся к Тао Хунцзину благосклонно и содействовал его работам по даосской алхимии. Тао Хунцзин умер неожиданно от обширного инфаркта после принятия сильнодействующего яда. Он сам готовился к этому событию, считая, что «эликсир бессмертия» позволит «освободиться от трупа».